# Liste der olympischen Medaillengewinner aus Simbabwe
Das Zimbabwe Olympic Committee wurde 1980 vom Internationalen Olympischen Komitee aufgenommen.

## Medaillenbilanz
Bislang konnten 17 Sportler aus Simbabwe acht olympische Medaillen erringen (3 × Gold, 4 × Silber und, 1 × Bronze).
| Simbabwe bei den Olympischen Sommerspielen                                     | Simbabwe bei den Olympischen Sommerspielen | Simbabwe bei den Olympischen Sommerspielen | Simbabwe bei den Olympischen Sommerspielen | Simbabwe bei den Olympischen Sommerspielen | Simbabwe bei den Olympischen Sommerspielen |      | Simbabwe bei den Olympischen Winterspielen | Simbabwe bei den Olympischen Winterspielen | Simbabwe bei den Olympischen Winterspielen | Simbabwe bei den Olympischen Winterspielen | Simbabwe bei den Olympischen Winterspielen | Simbabwe bei den Olympischen Winterspielen |
| Jahr                                                                           | Gold                                       | Silber                                     | Bronze                                     | Gesamt                                     | Rang                                       | Jahr | Gold                                       | Silber                                     | Bronze                                     | Gesamt                                     | Rang                                       |                                            |
| 1980                                                                           | 1                                          | 0                                          | 0                                          | 1                                          | 23                                         |      | 1980                                       | –                                          | –                                          | –                                          | –                                          | –                                          |
| 1984                                                                           | 0                                          | 0                                          | 0                                          | 0                                          |                                            |      | 1984                                       | –                                          | –                                          | –                                          | –                                          | –                                          |
| 1988                                                                           | 0                                          | 0                                          | 0                                          | 0                                          |                                            |      | 1988                                       | –                                          | –                                          | –                                          | –                                          | –                                          |
| 1992                                                                           | 0                                          | 0                                          | 0                                          | 0                                          |                                            |      | 1992                                       | –                                          | –                                          | –                                          | –                                          | –                                          |
| 1996                                                                           | 0                                          | 0                                          | 0                                          | 0                                          |                                            |      | 1994                                       | –                                          | –                                          | –                                          | –                                          | –                                          |
| 2000                                                                           | 0                                          | 0                                          | 0                                          | 0                                          |                                            |      | 1998                                       | –                                          | –                                          | –                                          | –                                          | –                                          |
| 2004                                                                           | 1                                          | 1                                          | 1                                          | 3                                          | 49                                         |      | 2002                                       | –                                          | –                                          | –                                          | –                                          | –                                          |
| 2008                                                                           | 1                                          | 3                                          | 0                                          | 4                                          | 38                                         |      | 2006                                       | –                                          | –                                          | –                                          | –                                          | –                                          |
| 2012                                                                           | 0                                          | 0                                          | 0                                          | 0                                          |                                            |      | 2010                                       | –                                          | –                                          | –                                          | –                                          | –                                          |
| 2016                                                                           | 0                                          | 0                                          | 0                                          | 0                                          |                                            |      | 2014                                       | 0                                          | 0                                          | 0                                          | 0                                          |                                            |
| 2020                                                                           | 0                                          | 0                                          | 0                                          | 0                                          |                                            |      | 2018                                       | –                                          | –                                          | –                                          | –                                          | –                                          |
| 2024                                                                           | 0                                          | 0                                          | 0                                          | 0                                          |                                            |      | 2022                                       | –                                          | –                                          | –                                          | –                                          | –                                          |
| Gesamt                                                                         | 3                                          | 4                                          | 1                                          | 8                                          |                                            |      | Gesamt                                     | 0                                          | 0                                          | 0                                          | 0                                          |                                            |
| \| \| Gold \| Silber \| Bronze \| Gesamt \| \| Ges. S+W \| 3 \| 4 \| 1 \| 8 \| |                                            |                                            |                                            |                                            |                                            |      |                                            |                                            |                                            |                                            |                                            |                                            |
|                                                                                | Gold                                       | Silber                                     | Bronze                                     | Gesamt                                     |                                            |      |                                            |                                            |                                            |                                            |                                            |                                            |
| Ges. S+W                                                                       | 3                                          | 4                                          | 1                                          | 8                                          |                                            |      |                                            |                                            |                                            |                                            |                                            |                                            |

## Medaillengewinner
- Arlene Boxhall – Hockey (1-0-0)
Moskau 1980: Gold, Hockey, Damen
- Elizabeth Chase – Hockey (1-0-0)
Moskau 1980: Gold, Hockey, Damen
- Alexandra Chick – Hockey (1-0-0)
Moskau 1980: Gold, Hockey, Damen
- Kirsty Coventry – Schwimmen (2-4-1)
Athen 2004: Gold, 200 m Rücken, Damen
Athen 2004: Silber, 100 m Rücken, Damen
Athen 2004: Bronze, 200 m Lagen, Damen
Peking 2008: Gold, 200 m Rücken, Damen
Peking 2008: Silber, 400 m Lagen, Damen
Peking 2008: Silber, 100 m Rücken, Damen
Peking 2008: Silber, 200 m Lagen, Damen
- Gillian Margaret Cowley – Hockey (1-0-0)
Moskau 1980: Gold, Hockey, Damen
- Patricia Joan Davies – Hockey (1-0-0)
Moskau 1980: Gold, Hockey, Damen
- Sarah English – Hockey (1-0-0)
Moskau 1980: Gold, Hockey, Damen
- Maureen George – Hockey (1-0-0)
Moskau 1980: Gold, Hockey, Damen
- Ann Grant – Hockey (1-0-0)
Moskau 1980: Gold, Hockey, Damen
- Susan Huggett – Hockey (1-0-0)
Moskau 1980: Gold, Hockey, Damen
- Patricia Jean McKillop – Hockey (1-0-0)
Moskau 1980: Gold, Hockey, Damen
- Brenda Phillips – Hockey (1-0-0)
Moskau 1980: Gold, Hockey, Damen
- Christine Prinsloo – Hockey (1-0-0)
Moskau 1980: Gold, Hockey, Damen
- Sonia Robertson – Hockey (1-0-0)
Moskau 1980: Gold, Hockey, Damen
- Anthea Stewart – Hockey (1-0-0)
Moskau 1980: Gold, Hockey, Damen
- Helen Volk – Hockey (1-0-0)
Moskau 1980: Gold, Hockey, Damen
- Linda Watson – Hockey (1-0-0)
Moskau 1980: Gold, Hockey, Damen